# Eitzen
Eitzen és una població dels Estats Units a l'estat de Minnesota. Segons el cens del 2000 tenia 229 habitants.

## Demografia
Segons el cens del 2000, Eitzen tenia 229 habitants, 108 habitatges, i 60 famílies. La densitat de població era de 152,4 habitants per km².
Dels 108 habitatges en un 20,4% hi vivien nens de menys de 18 anys, en un 50% hi vivien parelles casades, en un 1,9% dones solteres, i en un 44,4% no eren unitats familiars. En el 39,8% dels habitatges hi vivien persones soles el 25,9% de les quals corresponia a persones de 65 anys o més que vivien soles. El nombre mitjà de persones vivint en cada habitatge era de 2,12 i el nombre mitjà de persones que vivien en cada família era de 2,83.
Per edats la població es repartia de la següent manera: un 22,3% tenia menys de 18 anys, un 3,1% entre 18 i 24, un 26,6% entre 25 i 44, un 18,3% de 45 a 60 i un 29,7% 65 anys o més.
L'edat mediana era de 43 anys. Per cada 100 dones de 18 o més anys hi havia 85,4 homes.
La renda mediana per habitatge era de 29.688 $ i la renda mediana per família de 36.607 $. Els homes tenien una renda mediana de 26.250 $ mentre que les dones 16.667 $. La renda per capita de la població era de 16.440 $. Entorn del 3% de les famílies i el 3,5% de la població estaven per davall del llindar de pobresa.

## Poblacions més properes
El següent diagrama mostra les poblacions més properes.